# Bledisloe Cup
La Bledisloe Cup est une compétition de rugby à XV annuelle, se disputant entre les équipes d'Australie et de Nouvelle-Zélande. Le trophée porte le nom de Lord Bledisloe, gouverneur-général de Nouvelle-Zélande, représentant de la Reine, en poste en 1931, qui en a été le donateur.

## Historique
Les Australiens et les Néo-Zélandais ne sont pas d'accord sur la date de la première compétition : match à l'Eden Park d'Auckland en 1931 ou lors de la tournée néo-zélandaise en Australie en 1932. Disputée de manière irrégulière jusqu'en 1982, elle a lieu tous les ans à partir de 1984, soit à l'occasion d'une série de rencontres de tournées, soit à l'occasion d'un match unique. Depuis 1996, elle est disputée dans le cadre du Tri-nations. Jusqu'en 2005, si les équipes sont à égalité sur l'ensemble des deux matches (une victoire partout ou deux nuls), l'équipe détentrice du trophée le conserve. À partir de 2006 (sauf en 2007 et 2011 en raison de la Coupe du monde), le Tri-nations donne lieu à trois rencontres entre la Nouvelle-Zélande et l'Australie, et débouche généralement sur un vainqueur, même si l'égalité est théoriquement encore possible (une victoire partout et un match nul ou trois matches nuls). Les Wallabies en sont les détenteurs entre 1998 et 2002, les All Blacks la détiennent depuis 2003. En 2012, avec l'arrivée de l'équipe d'Argentine dans le Tri-nations qui devient le Rugby Championship, les deux équipes ne s'affrontent plus que deux fois dans le cadre de cette compétition, mais un troisième match d'appui est disputé fin octobre-début novembre avant la série des test-matchs de fin d'année.
Entre 1951 et 1978, les Néo-Zélandais ne l'ont pas rendue une seule fois à leurs voisins, grâce à une série de onze remises en jeu victorieuses. C'est la plus longue période de détention ininterrompue de la coupe pour l'un des deux pays, mais la remise en jeu de la coupe devenant annuelle en 1985, le record du nombre de victoires successives est battu sur une période plus courte, entre 2003 et 2015. Les All Blacks parviennent alors à défendre la coupe douze fois d'affilée.

## Résultats
| No  | Date              | Lieu                                    | Match                        | Score   | Compétition        | Vainqueur        |
| --- | ----------------- | --------------------------------------- | ---------------------------- | ------- | ------------------ | ---------------- |
| 1   | 2 juillet 1932    | SCG, Sydney                             | Australie – Nouvelle-Zélande | 22 – 17 | Tournée            | Nouvelle-Zélande |
| 2   | 16 juillet 1932   | Exhibition Ground, Brisbane             | Australie – Nouvelle-Zélande | 3 – 21  | Tournée            | Nouvelle-Zélande |
| 3   | 23 juillet 1932   | SCG, Sydney                             | Australie – Nouvelle-Zélande | 13 – 21 | Tournée            | Nouvelle-Zélande |
| 4   | 11 août 1934      | SCG, Sydney                             | Australie – Nouvelle-Zélande | 25 – 11 | Tournée            | Australie        |
| 5   | 25 août 1934      | SCG, Sydney                             | Australie – Nouvelle-Zélande | 3–3     | Tournée            | Australie        |
| 6   | 5 septembre 1936  | Athletic Park, Wellington               | Nouvelle-Zélande – Australie | 11 – 6  | Tournée            | Nouvelle-Zélande |
| 7   | 12 septembre 1936 | Carisbrook, Dunedin                     | Nouvelle-Zélande – Australie | 38 – 13 | Tournée            | Nouvelle-Zélande |
| 8   | 23 juillet 1938   | SCG, Sydney                             | Australie – Nouvelle-Zélande | 9 – 24  | Tournée            | Nouvelle-Zélande |
| 9   | 6 août 1938       | Exhibition Ground, Brisbane             | Australie – Nouvelle-Zélande | 14 – 20 | Tournée            | Nouvelle-Zélande |
| 10  | 13 août 1938      | SCG, Sydney                             | Australie – Nouvelle-Zélande | 6 – 14  | Tournée            | Nouvelle-Zélande |
| 11  | 14 septembre 1946 | Carisbrook, Dunedin                     | Nouvelle-Zélande – Australie | 31 – 8  | Tournée            | Nouvelle-Zélande |
| 12  | 28 septembre 1946 | Eden Park, Auckland                     | Nouvelle-Zélande – Australie | 14 – 10 | Tournée            | Nouvelle-Zélande |
| 13  | 14 juin 1947      | Exhibition Ground, Brisbane             | Australie – Nouvelle-Zélande | 5 – 13  | Tournée            | Nouvelle-Zélande |
| 14  | 28 juin 1947      | SCG, Sydney                             | Australie – Nouvelle-Zélande | 14 – 27 | Tournée            | Nouvelle-Zélande |
| 15  | 3 septembre 1949  | Athletic Park, Wellington               | Nouvelle-Zélande – Australie | 6 – 11  | Tournée            | Australie        |
| 16  | 24 septembre 1949 | Eden Park, Auckland                     | Nouvelle-Zélande – Australie | 9 – 16  | Tournée            | Australie        |
| 17  | 23 juin 1951      | SCG, Sydney                             | Australie – Nouvelle-Zélande | 0 – 8   | Tournée            | Nouvelle-Zélande |
| 18  | 7 juillet 1951    | SCG, Sydney                             | Australie – Nouvelle-Zélande | 11 – 17 | Tournée            | Nouvelle-Zélande |
| 19  | 21 juillet 1951   | The Gabba, Brisbane                     | Australie – Nouvelle-Zélande | 6 – 16  | Tournée            | Nouvelle-Zélande |
| 20  | 6 septembre 1952  | Lancaster Park, Christchurch            | Nouvelle-Zélande – Australie | 9 – 14  | Tournée            | Égalité          |
| 21  | 13 septembre 1952 | Athletic Park, Wellington               | Nouvelle-Zélande – Australie | 15 – 8  | Tournée            | Égalité          |
| 22  | 20 août 1955      | Athletic Park, Wellington               | Nouvelle-Zélande – Australie | 16 – 8  | Tournée            | Nouvelle-Zélande |
| 23  | 3 septembre 1955  | Carisbrook, Dunedin                     | Nouvelle-Zélande – Australie | 8 – 0   | Tournée            | Nouvelle-Zélande |
| 24  | 17 septembre 1955 | Eden Park, Auckland                     | Nouvelle-Zélande – Australie | 3 – 8   | Tournée            | Nouvelle-Zélande |
| 25  | 25 mai 1957       | SCG, Sydney                             | Australie – Nouvelle-Zélande | 11 – 25 | Tournée            | Nouvelle-Zélande |
| 26  | 1er juin 1957     | Exhibition Ground, Brisbane             | Australie – Nouvelle-Zélande | 9 – 22  | Tournée            | Nouvelle-Zélande |
| 27  | 23 août 1958      | Athletic Park, Wellington               | Nouvelle-Zélande – Australie | 25 – 3  | Tournée            | Nouvelle-Zélande |
| 28  | 6 septembre 1958  | Lancaster Park, Christchurch            | Nouvelle-Zélande – Australie | 3 – 6   | Tournée            | Nouvelle-Zélande |
| 29  | 20 septembre 1958 | Epsom Showgrounds, Auckland             | Nouvelle-Zélande – Australie | 17 – 8  | Tournée            | Nouvelle-Zélande |
| 30  | 26 mai 1962       | Exhibition Ground, Brisbane             | Australie – Nouvelle-Zélande | 6 – 20  | Tournée            | Nouvelle-Zélande |
| 31  | 4 juin 1962       | SCG, Sydney                             | Australie – Nouvelle-Zélande | 5 – 14  | Tournée            | Nouvelle-Zélande |
| 32  | 25 août 1962      | Athletic Park, Wellington               | Nouvelle-Zélande – Australie | 9 – 9   | Tournée            | Nouvelle-Zélande |
| 33  | 8 septembre 1962  | Carisbrook, Dunedin                     | Nouvelle-Zélande – Australie | 3 – 0   | Tournée            | Nouvelle-Zélande |
| 34  | 22 septembre 1962 | Eden Park, Auckland                     | Nouvelle-Zélande – Australie | 16 – 8  | Tournée            | Nouvelle-Zélande |
| 35  | 15 août 1964      | Carisbrook, Dunedin                     | Nouvelle-Zélande – Australie | 14 – 9  | Tournée            | Nouvelle-Zélande |
| 36  | 22 août 1964      | Lancaster Park, Christchurch            | Nouvelle-Zélande – Australie | 18 – 3  | Tournée            | Nouvelle-Zélande |
| 37  | 29 août 1964      | Athletic Park, Wellington               | Nouvelle-Zélande – Australie | 5 – 20  | Tournée            | Nouvelle-Zélande |
| 38  | 19 août 1967      | Athletic Park, Wellington               | Nouvelle-Zélande – Australie | 29 – 9  | Test match         | Nouvelle-Zélande |
| 39  | 15 juin 1968      | SCG, Sydney                             | Australie – Nouvelle-Zélande | 11 – 27 | Tournée            | Nouvelle-Zélande |
| 40  | 22 juin 1968      | Ballymore, Brisbane                     | Australie – Nouvelle-Zélande | 18 – 19 | Tournée            | Nouvelle-Zélande |
| 41  | 19 août 1972      | Athletic Park, Wellington               | Nouvelle-Zélande – Australie | 29 – 6  | Tournée            | Nouvelle-Zélande |
| 42  | 2 septembre 1972  | Lancaster Park, Christchurch            | Nouvelle-Zélande – Australie | 30 – 17 | Tournée            | Nouvelle-Zélande |
| 43  | 16 septembre 1972 | Eden Park, Auckland                     | Nouvelle-Zélande – Australie | 38 – 3  | Tournée            | Nouvelle-Zélande |
| 44  | 25 mai 1974       | SCG, Sydney                             | Australie – Nouvelle-Zélande | 6 – 11  | Tournée            | Nouvelle-Zélande |
| 45  | 1er juin 1974     | Ballymore, Brisbane                     | Australie – Nouvelle-Zélande | 16 – 16 | Tournée            | Nouvelle-Zélande |
| 46  | 8 juin 1974       | SCG, Sydney                             | Australie – Nouvelle-Zélande | 6 – 16  | Tournée            | Nouvelle-Zélande |
| 47  | 19 août 1978      | Athletic Park, Wellington               | Nouvelle-Zélande – Australie | 13 – 12 | Tournée            | Nouvelle-Zélande |
| 48  | 26 août 1978      | Lancaster Park, Christchurch            | Nouvelle-Zélande – Australie | 22 – 6  | Tournée            | Nouvelle-Zélande |
| 49  | 9 septembre 1978  | Eden Park, Auckland                     | Nouvelle-Zélande – Australie | 16 – 30 | Tournée            | Nouvelle-Zélande |
| 50  | 28 juillet 1979   | SCG, Sydney                             | Australie – Nouvelle-Zélande | 12 – 6  | Tournée            | Australie        |
| 51  | 21 juin 1980      | SCG, Sydney                             | Australie – Nouvelle-Zélande | 13 – 9  | Tournée            | Australie        |
| 52  | 28 juin 1980      | Ballymore, Brisbane                     | Australie – Nouvelle-Zélande | 9 – 12  | Tournée            | Australie        |
| 53  | 12 juillet 1980   | SCG, Sydney                             | Australie – Nouvelle-Zélande | 26 – 10 | Tournée            | Australie        |
| 54  | 14 août 1982      | Lancaster Park, Christchurch            | Nouvelle-Zélande – Australie | 23 – 16 | Tournée            | Nouvelle-Zélande |
| 55  | 28 août 1982      | Athletic Park, Wellington               | Nouvelle-Zélande – Australie | 16 – 19 | Tournée            | Nouvelle-Zélande |
| 56  | 11 septembre 1982 | Eden Park, Auckland                     | Nouvelle-Zélande – Australie | 33 – 18 | Tournée            | Nouvelle-Zélande |
| 57  | 20 août 1983      | SCG, Sydney                             | Australie – Nouvelle-Zélande | 8 – 18  | Test match         | Nouvelle-Zélande |
| 58  | 21 juillet 1984   | SCG, Sydney                             | Australie – Nouvelle-Zélande | 16 – 9  | Tournée            | Nouvelle-Zélande |
| 59  | 4 août 1984       | Ballymore, Brisbane                     | Australie – Nouvelle-Zélande | 15 – 19 | Tournée            | Nouvelle-Zélande |
| 60  | 18 août 1984      | SCG, Sydney                             | Australie – Nouvelle-Zélande | 24 – 25 | Tournée            | Nouvelle-Zélande |
| 61  | 29 juin 1985      | Eden Park, Auckland                     | Nouvelle-Zélande – Australie | 10 – 9  | Test match         | Nouvelle-Zélande |
| 62  | 9 août 1986       | Athletic Park, Wellington               | Nouvelle-Zélande – Australie | 12 – 13 | Tournée            | Australie        |
| 63  | 23 août 1986      | Carisbrook, Dunedin                     | Nouvelle-Zélande – Australie | 13 – 12 | Tournée            | Australie        |
| 64  | 6 septembre 1986  | Eden Park, Auckland                     | Nouvelle-Zélande – Australie | 9 – 22  | Tournée            | Australie        |
| 65  | 25 juillet 1987   | Concord Oval, Sydney                    | Australie – Nouvelle-Zélande | 16 – 30 | Test match         | Nouvelle-Zélande |
| 66  | 3 juillet 1988    | Concord Oval, Sydney                    | Australie – Nouvelle-Zélande | 7 – 32  | Tournée            | Nouvelle-Zélande |
| 67  | 16 juillet 1988   | Ballymore, Brisbane                     | Australie – Nouvelle-Zélande | 19 – 19 | Tournée            | Nouvelle-Zélande |
| 68  | 30 juillet 1988   | Concord Oval, Sydney                    | Australie – Nouvelle-Zélande | 9 – 30  | Tournée            | Nouvelle-Zélande |
| 69  | 5 août 1989       | Eden Park, Auckland                     | Nouvelle-Zélande – Australie | 24 – 12 | Test match         | Nouvelle-Zélande |
| 70  | 21 juillet 1990   | Lancaster Park, Christchurch            | Nouvelle-Zélande – Australie | 21 – 6  | Tournée            | Nouvelle-Zélande |
| 71  | 4 août 1990       | Eden Park, Auckland                     | Nouvelle-Zélande – Australie | 27 – 17 | Tournée            | Nouvelle-Zélande |
| 72  | 18 août 1990      | Athletic Park, Wellington               | Nouvelle-Zélande – Australie | 9 – 21  | Tournée            | Nouvelle-Zélande |
| 73  | 10 août 1991      | Sydney Football Stadium, Sydney         | Australie – Nouvelle-Zélande | 21 – 12 | Tournée            | Nouvelle-Zélande |
| 74  | 24 août 1991      | Eden Park, Auckland                     | Nouvelle-Zélande – Australie | 6 – 3   | Tournée            | Nouvelle-Zélande |
| 75  | 4 juillet 1992    | Sydney Football Stadium, Sydney         | Australie – Nouvelle-Zélande | 16 – 15 | Tournée            | Australie        |
| 76  | 19 juillet 1992   | Ballymore, Brisbane                     | Australie – Nouvelle-Zélande | 19 – 17 | Tournée            | Australie        |
| 77  | 25 juillet 1992   | Sydney Football Stadium, Sydney         | Australie – Nouvelle-Zélande | 23 – 26 | Tournée            | Australie        |
| 78  | 17 juillet 1993   | Carisbrook, Dunedin                     | Nouvelle-Zélande – Australie | 25 – 10 | Test match         | Nouvelle-Zélande |
| 79  | 17 août 1994      | Sydney Football Stadium, Sydney         | Australie – Nouvelle-Zélande | 20 – 16 | Test match         | Australie        |
| 80  | 22 juillet 1995   | Eden Park, Auckland                     | Nouvelle-Zélande – Australie | 28 – 16 | Test match         | Nouvelle-Zélande |
| 81  | 29 juillet 1995   | Sydney Football Stadium, Sydney         | Australie – Nouvelle-Zélande | 23 – 34 | Test match         | Nouvelle-Zélande |
| 82  | 6 juillet 1996    | Athletic Park, Wellington               | Nouvelle-Zélande – Australie | 43 – 6  | Tri-nations        | Nouvelle-Zélande |
| 83  | 27 juillet 1996   | Lang Park, Brisbane                     | Australie – Nouvelle-Zélande | 25 – 32 | Tri-nations        | Nouvelle-Zélande |
| 84  | 5 juillet 1997    | Lancaster Park, Christchurch            | Nouvelle-Zélande – Australie | 30 – 13 | Test match         | Nouvelle-Zélande |
| 85  | 26 juillet 1997   | MCG, Melbourne                          | Australie – Nouvelle-Zélande | 18 – 33 | Tri-nations        | Nouvelle-Zélande |
| 86  | 16 août 1997      | Carisbrook, Dunedin                     | Nouvelle-Zélande – Australie | 36 – 24 | Tri-nations        | Nouvelle-Zélande |
| 87  | 11 juillet 1998   | MCG, Melbourne                          | Australie – Nouvelle-Zélande | 24 – 16 | Tri-nations        | Australie        |
| 88  | 1 août 1998       | Lancaster Park, Christchurch            | Nouvelle-Zélande – Australie | 23 – 27 | Tri-nations        | Australie        |
| 89  | 29 août 1998      | Sydney Football Stadium, Sydney         | Australie – Nouvelle-Zélande | 19 – 14 | Test match         | Australie        |
| 90  | 24 juillet 1999   | Eden Park, Auckland                     | Nouvelle-Zélande – Australie | 34 – 15 | Tri-nations        | Australie        |
| 91  | 28 août 1999      | Stadium Australia, Sydney               | Australie – Nouvelle-Zélande | 28 – 7  | Tri-nations        | Australie        |
| 92  | 15 juillet 2000   | Stadium Australia, Sydney               | Australie – Nouvelle-Zélande | 35 – 39 | Tri-nations        | Australie        |
| 93  | 5 août 2000       | Westpac Stadium, Wellington             | Nouvelle-Zélande – Australie | 23 – 24 | Tri-nations        | Australie        |
| 94  | 11 août 2000      | Carisbrook, Dunedin                     | Nouvelle-Zélande – Australie | 15 – 23 | Tri-nations        | Australie        |
| 95  | 1 septembre 2000  | Stadium Australia, Sydney               | Australie – Nouvelle-Zélande | 29 – 26 | Tri-nations        | Australie        |
| 96  | 13 juillet 2002   | Lancaster Park, Christchurch            | Nouvelle-Zélande – Australie | 12 – 6  | Tri-nations        | Australie        |
| 97  | 3 août 2002       | Stadium Australia, Sydney               | Australie – Nouvelle-Zélande | 16 – 14 | Tri-nations        | Australie        |
| 98  | 26 juillet 2003   | Stadium Australia, Sydney               | Australie – Nouvelle-Zélande | 21 – 50 | Tri-nations        | Nouvelle-Zélande |
| 99  | 16 août 2003      | Eden Park, Auckland                     | Nouvelle-Zélande – Australie | 21 – 17 | Tri-nations        | Nouvelle-Zélande |
| 100 | 17 juillet 2004   | Westpac Stadium, Wellington             | Nouvelle-Zélande – Australie | 16 – 7  | Tri-nations        | Nouvelle-Zélande |
| 101 | 7 août 2004       | Stadium Australia, Sydney               | Australie – Nouvelle-Zélande | 23 – 18 | Tri-nations        | Nouvelle-Zélande |
| 102 | 13 août 2004      | Stadium Australia, Sydney               | Australie – Nouvelle-Zélande | 13 – 30 | Tri-nations        | Nouvelle-Zélande |
| 103 | 3 septembre 2004  | Eden Park, Auckland                     | Nouvelle-Zélande – Australie | 34 – 24 | Tri-nations        | Nouvelle-Zélande |
| 104 | 8 juillet 2006    | Lancaster Park, Christchurch            | Nouvelle-Zélande – Australie | 32 – 12 | Tri-nations        | Nouvelle-Zélande |
| 105 | 29 juillet 2006   | Lang Park, Brisbane                     | Australie – Nouvelle-Zélande | 9 – 13  | Tri-nations        | Nouvelle-Zélande |
| 106 | 19 août 2006      | Eden Park, Auckland                     | Nouvelle-Zélande – Australie | 34 – 27 | Tri-nations        | Nouvelle-Zélande |
| 107 | 30 juin 2007      | MCG, Melbourne                          | Australie – Nouvelle-Zélande | 20 – 15 | Tri-nations        | Nouvelle-Zélande |
| 108 | 21 juillet 2007   | Eden Park, Auckland                     | Nouvelle-Zélande – Australie | 26 – 12 | Tri-nations        | Nouvelle-Zélande |
| 109 | 26 juillet 2008   | Stadium Australia, Sydney               | Australie – Nouvelle-Zélande | 34 – 19 | Tri-nations        | Nouvelle-Zélande |
| 110 | 2 août 2008       | Eden Park, Auckland                     | Nouvelle-Zélande – Australie | 39 – 10 | Tri-nations        | Nouvelle-Zélande |
| 111 | 13 septembre 2008 | Lang Park, Brisbane                     | Australie – Nouvelle-Zélande | 24 – 28 | Tri-nations        | Nouvelle-Zélande |
| 112 | 1 novembre 2008   | Hong Kong Stadium, Hong Kong            | Nouvelle-Zélande – Australie | 19 – 14 | Test match         | Nouvelle-Zélande |
| 113 | 18 juillet 2009   | Eden Park, Auckland                     | Nouvelle-Zélande – Australie | 22 – 16 | Tri-nations        | Nouvelle-Zélande |
| 114 | 22 août 2009      | Stadium Australia, Sydney               | Australie – Nouvelle-Zélande | 18 – 19 | Tri-nations        | Nouvelle-Zélande |
| 115 | 19 septembre 2009 | Westpac Stadium, Wellington             | Nouvelle-Zélande – Australie | 33 – 6  | Tri-nations        | Nouvelle-Zélande |
| 116 | 31 octobre 2009   | National Stadium, Tokyo                 | Nouvelle-Zélande – Australie | 32 – 19 | Test match         | Nouvelle-Zélande |
| 117 | 31 juillet 2010   | Docklands Stadium, Melbourne            | Australie – Nouvelle-Zélande | 28 – 49 | Tri-nations        | Nouvelle-Zélande |
| 118 | 7 août 2010       | Lancaster Park, Christchurch            | Nouvelle-Zélande – Australie | 20 – 10 | Tri-nations        | Nouvelle-Zélande |
| 119 | 11 septembre 2010 | Stadium Australia, Sydney               | Australie – Nouvelle-Zélande | 22 – 23 | Tri-nations        | Nouvelle-Zélande |
| 120 | 30 octobre 2010   | Hong Kong Stadium, Hong Kong            | Australie – Nouvelle-Zélande | 26 – 24 | Test match         | Nouvelle-Zélande |
| 121 | 6 août 2011       | Eden Park, Auckland                     | Nouvelle-Zélande – Australie | 30 – 14 | Tri-nations        | Nouvelle-Zélande |
| 122 | 27 août 2011      | Lang Park, Brisbane                     | Australie – Nouvelle-Zélande | 25 – 20 | Tri-nations        | Nouvelle-Zélande |
| 123 | 18 août 2012      | Stadium Australia, Sydney               | Australie – Nouvelle-Zélande | 19 – 27 | Rugby Championship | Nouvelle-Zélande |
| 124 | 25 août 2012      | Eden Park, Auckland                     | Nouvelle-Zélande – Australie | 22 – 0  | Rugby Championship | Nouvelle-Zélande |
| 125 | 20 octobre 2012   | Lang Park, Brisbane                     | Australie – Nouvelle-Zélande | 18 – 18 | Test match         | Nouvelle-Zélande |
| 126 | 17 août 2013      | Stadium Australia, Sydney               | Australie – Nouvelle-Zélande | 29 – 47 | Rugby Championship | Nouvelle-Zélande |
| 127 | 24 août 2013      | Westpac Stadium, Wellington             | Nouvelle-Zélande – Australie | 27 – 16 | Rugby Championship | Nouvelle-Zélande |
| 128 | 19 octobre 2013   | Forsyth Barr Stadium, Dunedin           | Nouvelle-Zélande – Australie | 41 – 33 | Test match         | Nouvelle-Zélande |
| 129 | 16 août 2014      | Stadium Australia, Sydney               | Australie – Nouvelle-Zélande | 12 – 12 | Rugby Championship | Nouvelle-Zélande |
| 130 | 23 août 2014      | Eden Park, Auckland                     | Nouvelle-Zélande – Australie | 51 – 20 | Rugby Championship | Nouvelle-Zélande |
| 131 | 18 octobre 2014   | Lang Park, Brisbane                     | Australie – Nouvelle-Zélande | 28 – 29 | Test match         | Nouvelle-Zélande |
| 132 | 8 août 2015       | Stadium Australia, Sydney               | Australie – Nouvelle-Zélande | 27 – 19 | Rugby Championship | Nouvelle-Zélande |
| 133 | 15 août 2015      | Eden Park, Auckland                     | Nouvelle-Zélande – Australie | 41 – 13 | Test match         | Nouvelle-Zélande |
| 134 | 20 août 2016      | Stadium Australia, Sydney               | Australie – Nouvelle-Zélande | 8 – 42  | Rugby Championship | Nouvelle-Zélande |
| 135 | 27 août 2016      | Westpac Stadium, Wellington             | Nouvelle-Zélande – Australie | 29 – 9  | Rugby Championship | Nouvelle-Zélande |
| 136 | 22 octobre 2016   | Eden Park, Auckland                     | Nouvelle-Zélande – Australie | 37 – 10 | Test match         | Nouvelle-Zélande |
| 137 | 19 août 2017      | Stadium Australia, Sydney               | Australie – Nouvelle-Zélande | 34 – 54 | Rugby Championship | Nouvelle-Zélande |
| 138 | 26 août 2017      | Forsyth Barr Stadium, Dunedin           | Nouvelle-Zélande – Australie | 35 – 29 | Rugby Championship | Nouvelle-Zélande |
| 139 | 21 octobre 2017   | Lang Park, Brisbane                     | Australie – Nouvelle-Zélande | 23 – 18 | Test match         | Nouvelle-Zélande |
| 140 | 18 août 2018      | Stadium Australia, Sydney               | Australie – Nouvelle-Zélande | 13 – 38 | Rugby Championship | Nouvelle-Zélande |
| 141 | 25 août 2018      | Eden Park, Auckland                     | Nouvelle-Zélande – Australie | 40 – 12 | Rugby Championship | Nouvelle-Zélande |
| 142 | 27 octobre 2018   | Stade Nissan, Yokohama                  | Nouvelle-Zélande – Australie | 37 – 20 | Test match         | Nouvelle-Zélande |
| 143 | 10 août 2019      | Optus Stadium, Perth                    | Australie – Nouvelle-Zélande | 47 – 26 | Rugby Championship | Nouvelle-Zélande |
| 144 | 17 août 2019      | Eden Park, Auckland                     | Nouvelle-Zélande – Australie | 36 – 0  | Test match         | Nouvelle-Zélande |
| 145 | 11 octobre 2020   | Sky Stadium, Wellington                 | Nouvelle-Zélande – Australie | 16 – 16 | Test match         | Nouvelle-Zélande |
| 146 | 18 octobre 2020   | Eden Park, Auckland                     | Nouvelle-Zélande – Australie | 27 – 7  | Test match         | Nouvelle-Zélande |
| 147 | 31 octobre 2020   | Stadium Australia, Sydney               | Australie – Nouvelle-Zélande | 5 – 43  | Tri-nations        | Nouvelle-Zélande |
| 148 | 7 novembre 2020   | Suncorp Stadium, Brisbane               | Australie – Nouvelle-Zélande | 24 – 22 | Tri-nations        | Nouvelle-Zélande |
| 149 | 7 août 2021       | Eden Park, Auckland                     | Nouvelle-Zélande – Australie | 33 – 25 | Test match         | Nouvelle-Zélande |
| 150 | 14 août 2021      | Eden Park, Auckland                     | Nouvelle-Zélande – Australie | 57 - 22 | Rugby Championship | Nouvelle-Zélande |
| 151 | 5 septembre 2021  | Perth Stadium, Perth                    | Australie – Nouvelle-Zélande | 21 - 38 | Rugby Championship | Nouvelle-Zélande |
| 152 | 15 septembre 2022 | Docklands Stadium, Melbourne            | Australie – Nouvelle-Zélande | 37 - 39 | Rugby Championship | Nouvelle-Zélande |
| 153 | 24 septembre 2022 | Eden Park, Auckland                     | Nouvelle-Zélande – Australie | 40 - 14 | Rugby Championship | Nouvelle-Zélande |
| 154 | 29 juillet 2023   | Melbourne Cricket Ground, Melbourne     | Australie – Nouvelle-Zélande | 7 - 38  | Rugby Championship | Nouvelle-Zélande |
| 155 | 5 août 2023       | Forsyth Barr Stadium, Dunedin           | Nouvelle-Zélande – Australie | 23 - 20 | Test match         | Nouvelle-Zélande |
| 156 | 21 septembre 2024 | Stadium Australia, Sydney               | Australie – Nouvelle-Zélande | 28 - 31 | Rugby Championship | Nouvelle-Zélande |
| 157 | 28 septembre 2024 | Wellington Regional Stadium, Wellington | Nouvelle-Zélande – Australie | 33 - 13 | Rugby Championship | Nouvelle-Zélande |
| 158 | 27 septembre 2025 | Eden Park, Auckland                     | Nouvelle-Zélande – Australie | -       | Rugby Championship |                  |
| 159 | 4 octobre 2025    | Perth Stadium, Perth                    | Australie – Nouvelle-Zélande | -       | Rugby Championship |                  |